# Kempsey Shire
Koordinaten: 31° 5′ S, 152° 50′ O

Kempsey Shire ist ein lokales Verwaltungsgebiet (LGA) im australischen Bundesstaat New South Wales. Das Gebiet ist 3.375,7 km² groß und hat etwa 30.700 Einwohner.
Kempsey liegt im Osten des Staates an der Pazifikküste etwa 425 km nordöstlich der Metropole Sydney und 510 km südlich von Brisbane. Das Gebiet umfasst 56 Ortsteile und Ortschaften, darunter Aldavilla, Arakoon, Bellbrook, Burnt Bridge, Clybucca, Comara, Crescent Head, Five Day Creek, Fredrickton, Gladstone, Grassy Head, Hat Head, Jerseyville, Kempsey, Kinchela, Millbank, Sherwood, Smithtown, Stuarts Point, Turners Flat und Willawarrin. Der Sitz des Shire Councils befindet sich im Stadtteil West Kempsey im Osten der LGA. Die Stadt Kempsey hat etwa 10.600 Einwohner.

## Verwaltung
Der Kempsey Shire Council hat neun Mitglieder, acht Councillor und der Vorsitzende und Mayor (Bürgermeister) werden von den Bewohnern der LGA gewählt. Kempsey ist nicht in Bezirke untergliedert. Bis 2008 wurde der Mayor nicht direkt gewählt, sondern von den neun Councillors aus ihren Reihen bestimmt.